# Dasytrogus ferganensis
Dasytrogus ferganensis är en skalbaggsart som beskrevs av Protzenko 1962. Dasytrogus ferganensis ingår i släktet Dasytrogus och familjen Melolonthidae. Inga underarter finns listade i Catalogue of Life.